# Призёры «Кинотавра»
Ниже представлены фильмы, ставшие призёрами кинофестиваля «Кинотавр» с 1990 по 2019 год.

## 1990
«Некупленное Кино»
- «Месть» («Казахфильм», реж. Ермек Шинарбаев) — Гран-при

## 1991
«Кино для всех»
- «Сукины дети» («Мосфильм», реж. Леонид Филатов) — Гран-при
- Владимир Ильин («Сукины дети») — лучшая мужская роль
- Светлана Брагарник («Сатана») — лучшая женская роль

«Кино для избранных»
- «Пегий пёс, бегущий краем моря» (реж. Карен Геворкян) — Гран-при

## 1992
«Кино для всех»
- «Солнце неспящих» («Грузия-фильм», реж. Теймураз Баблуани) — Гран-при
- Евгений Миронов («Любовь») — лучшая мужская роль
- Татьяна Догилева («Афганский излом») — лучшая женская роль
- «Гений» — специальный приз за оригинальный сценарий

«Кино для избранных»
- «Улыбка» («Ленфильм», реж. Сергей Попов) — Гран-при
- Иван Охлобыстин («Нога») — лучшая мужская роль
- Ксения Качалина («Нелюбовь») — лучшая женская роль
- «Дом под звёздным небом» («Мосфильм», реж. Сергей Соловьёв) — специальный приз
- «Чувствительный милиционер» (Украина-Франция, реж. Кира Муратова) — специальный приз

## 1993
«Большой конкурс»
- «Анкор, ещё анкор!» («Мосфильм», реж. Пётр Тодоровский) — Гран-при
- Александр Збруев («Ты у меня одна») — лучшая мужская роль
- Татьяна Васильева («Увидеть Париж и умереть») — лучшая женская роль
- «Русский регтайм» (реж. Сергей Урсуляк) — специальный приз

«Авторское кино»
- «Остров мёртвых» (реж. Олег Ковалов) — Гран-при
- «Барабаниада» (реж. Сергей Овчаров) — специальный приз

## 1994
«Большой конкурс»
- «Ангелочек, сделай радость» (Россия-Туркменистан, реж. Усман Сапаров) — Гран-при
- Владимир Машков («Лимита») — лучшая мужская роль
- Игорь Скляр («Год собаки») — лучшая мужская роль
- Инна Чурикова («Год собаки»); («Плащ Казановы») — лучшая женская роль
- «Увлеченья» (реж. Кира Муратова) — специальный приз
- «Прозрение…» (реж. Нодар Манагадзе) — специальный приз

## 1995
«Большой конкурс»
- «Особенности национальной охоты» («Ленфильм», реж. Александр Рогожкин) — Гран-при
- Александр Балуев («Мусульманин») — лучшая мужская роль
- Нина Усатова («Мусульманин») — лучшая женская роль
- «Время печали ещё не пришло» (реж. Сергей Сельянов) — специальный приз

«Панорама»
- «Пьеса для пассажира» (реж. Вадим Абдрашитов) — лучший фильм

## 1996
«Большой конкурс»
- «Кавказский пленник» (реж. Сергей Бодров-старший) — Гран-при
- Олег Меньшиков («Кавказский пленник») — лучшая мужская роль
- Сергей Бодров-младший («Кавказский пленник») — лучшая мужская роль
- Наталья Коляканова («Принципиальный и жалостливый взгляд») — лучшая женская роль
- «Орёл и решка» (реж. Георгий Данелия) — специальный приз

«Панорама»
- «Летние люди» (реж. Сергей Урсуляк) — Гран-при
- «Душа сгорела (Яндым)» («Туркменфильм», реж. Байрам Абдуллаев) — специальный приз
- «Сын за отца» («Беларусьфильм», реж. Николай Ерёменко-мл.) — специальный приз

## 1997
«Большой конкурс»
- «Брат» («СТВ», реж. Алексей Балабанов) — Гран-при
- Сергей Бодров-младший («Брат») — лучшая мужская роль
- Алла Клюка («Из ада в ад») — лучшая женская роль
- «Три истории» (реж. Кира Муратова) — специальный приз
- «Кладбище грёз» (реж. Георгий Хаиндрава) — специальный приз

## 1998
«Большой конкурс»
- «Время танцора» («Мосфильм», реж. Вадим Абдрашитов) — Гран-при
- Александр Збруев («Бедная Саша») — лучшая мужская роль
- Зинаида Шарко («Цирк сгорел, и клоуны разбежались»); («Сочинение ко Дню Победы») — лучшая женская роль
- «Про уродов и людей» (реж. Алексей Балабанов) — специальный приз

«Конкурс дебютов»
- «С днём рождения!» (реж. Лариса Садилова) — Гран-при
- «Окраина» (реж. Пётр Луцик) — специальный приз

## 1999
«Основной конкурс»
- «Блокпост» («СТВ», реж. Александр Рогожкин) — Главный приз «Золотая роза»
- «Молох» («Ленфильм», реж. Александр Сокуров — Гран-при «Жемчужина мира»
- Елена Руфанова («Молох») — лучшая женская роль
- Владимир Ильин («Хочу в тюрьму») — лучшая мужская роль
- Михаил Ульянов («Ворошиловский стрелок») — лучшая мужская роль
- «Сибирский цирюльник» (студия «ТриТэ», реж. Никита Михалков) — приз зрительских симпатий
- «Мама» (НТВ-Профит, реж. Денис Евстигнеев) — специальный приз
- Эдуард Артемьев («Мама») — приз имени Микаэла Таривердиева за лучшую музыку к фильму

«Конкурс дебютов»
- «Тесты для настоящих мужчин» — Гран-при
- «Употребить до…» — специальный приз

## 2000
«Основной конкурс»
- «Лунный папа» (НТВ-Профит, реж. Бахтиёр Худойназаров) — Главный приз «Золотая роза»
- «Дневник его жены» («Рок», реж. Алексей Учитель) — Гран-при
- Светлана Смирнова («14 цветов радуги») — лучшая женская роль
- Сергей Маковецкий («Русский бунт») — лучшая мужская роль
- Владимир Мартынов («Русский бунт») — приз имени Микаэла Таривердиева за лучшую музыку к фильму
- «Фортуна» (реж. Георгий Данелия) — Приз Президентского совета фестиваля
- «ДМБ» (реж. Роман Качанов) — Приз Фипресси

«Дебют-Кинотавр»
- «Могла бы и жить» — лучший игровой фильм
- «Сократ сказал» — лучший документальный фильм
- «Наступила осень» — лучший анимационный фильм

«Призы общественных организаций и спонсоров»
- «Фортуна» (актриса Дарья Мороз) — Специальное упоминание Большого жюри — «Надежда Кинотавра» (приз компании «Русская игра»)
- «Дневник его жены» (актриса Елена Морозова) — Специальное упоминание Большого жюри — «Надежда Кинотавра» (приз компании «Русская игра»)
- «Обыкновенный большевизм» — Отметка (приз компании «Русская игра»)
- «ДМБ» — приз от Гильдии киноведов и кинокритиков
- «Моя семья» (серия рекламных роликов) — лучший рекламный ролик

## 2001
«Основной конкурс»
- «Нежный возраст» (студия «ТриТэ», реж. Сергей Соловьёв) — Главный приз «Золотая роза»
- «Яды, или Всемирная история отравлений» («Мосфильм», реж. Карен Шахназаров) — Гран при «Жемчужина мира»
- «Даун Хаус» (реж. Роман Качанов) — специальный приз жюри «За поиск нового киноязыка»
- «Президент и его внучка» (реж. Тигран Кеосаян) — специальный приз жюри «За юмор и доброту на экране»
- Ольга Конская («Любовь и другие кошмары») — лучшая женская роль
- Олег Янковский («Приходи на меня посмотреть») — лучшая мужская роль
- Энри Лолашвили («Нежный возраст») — приз имени Микаэла Таривердиева за лучшую музыку к фильму
- «Второстепенные люди» (реж. Кира Муратова) — Приз Фипресси

«Конкурс дебютов»
- «Сёстры» (реж. Сергей Бодров-младший) — Гран при
- Оксана Акиньшина и Екатерина Горина («Сёстры») — лучший актёрский дуэт
- «Текст, или Апология комментария» (новелла «Няня для мальчика») (реж. Екатерина Харламова) — специальный приз

«Форум молодого кино „Дебют-Кинотавр“»
- Птицы одного полёта — лучший игровой фильм
- Щепки — лучший документальный фильм
- Соседи — лучший анимационный фильм

«Призы общественных организаций»
- Нежный возраст — приз Гильдии киноведов и кинокритиков России
- Любовь и другие кошмары — приз «Млечный путь» за лучшую женскую роль
- Сёстры — приз «Млечный путь» за лучший дебют

## 2002
«Основной конкурс»
- «Война» — главный приз «Золотая роза»
- «Любовник» — Гран-при
- Олег Янковский («Любовник») — лучшая мужская роль
- Займёмся любовью — лучшая мужская роль второго плана
- Письма к Эльзе — лучшая женская роль второго плана
- Займёмся любовью — специальный приз
- Сказ про Федота-стрельца — специальный приз
- Звезда — приз имени Микаэла Таривердиева за лучшую музыку к фильму
- Пер-р-рвокурсница — приз имени Григория Горина за лучший сценарий
- Смеситель — приз Президентского совета фестиваля

«Конкурс дебютов»
- Змей — Гран-при
- Змей — лучшая мужская роль
- Змей — Приз Фипресси
- Спартак и Калашников — специальный приз
- Кострома — лучшая женская роль

«Конкурс „Зрительский взгляд“»
- Львиная доля — главный приз «Серебряная роза»
- Львиная доля — лучшая женская роль
- Башмачник — Гран-при
- Атлантида — специальный приз
- Вечера на хуторе близ Диканьки — лучшая мужская роль: Филипп Киркоров, роль Чёрта

«Форум молодого кино „Дебют-Кинотавр“»
- Завтра день рождения — лучший игровой фильм
- Лёха On Line — лучший документальный фильм
- Хаш — лучший анимационный фильм

«Призы общественных организаций»
- Любовник — приз Гильдии киноведов и кинокритиков России
- Спартак и Калашников — приз гильдии кинопродюсеров России «За лучший продюсерский проект»
- Вечера на хуторе близ Диканьки — приз, учрежденный радиостанцией «Шансон», за лучшую песню к фильму: Филипп Киркоров, «Песня чёрта»

## 2003
«Основной конкурс»
- «Старухи» — главный приз «Золотая роза»
- Старухи — лучший дебют
- Старухи — Приз Фипресси
- Старухи — приз Гильдии киноведов и кинокритиков России
- Шик — Гран-при
- Магнитные бури — приз имени Григория Горина «За лучший сценарий»
- Магнитные бури — специальный приз
- Бабуся — лучшая женская роль
- Правда о щелпах — лучшая мужская роль
- Бедный, бедный Павел — приз имени Микаэла Таривердиева за лучшую музыку к фильму
- Ключ от спальни — Президентский приз
- Радости и печали маленького лорда — приз гильдии кинопродюсеров России «Лучший продюсерский проект»
- Жизнь одна — приз за лучшую оригинальную песню
- В движении — приз зрительских симпатий

## 2004
«Основной конкурс»
- Водитель для Веры — главный приз «Золотая роза»
- Водитель для Веры — специальный приз жюри
- Водитель для Веры — приз имени Григория Горина «За лучший сценарий» — Павел Чухрай
- Водитель для Веры — приз «За лучший продюсерский проект»
- Мой сводный брат Франкенштейн — Гран-при
- Мой сводный брат Франкенштейн — Президентский приз актёрскому ансамблю
- Игры мотыльков — приз «Но пораженье от победы ты сам не должен отличать…»
- Долгое прощание — лучшая женская роль — Полина Агуреева
- О любви — лучшая мужская роль — Александр Абдулов
- О любви — приз имени Микаэла Таривердиева «За лучшую музыку к фильму» — Андрей Головин

## 2005
«Основной конкурс»
- Бедные родственники — Главный Приз
- Бедные родственники — приз имени Григория Горина «За лучший сценарий» — Геннадию Островскому
- Бедные родственники — специальное упоминание — Эстер Гуетен
- Бедные родственники — лучшая мужская роль — Константин Хабенский
- Бедные родственники — приз губернатора Кубани
- Статский советник — лучшая мужская роль — Никита Михалков
- 4 — специальный приз жюри
- Первые на Луне — лучший дебют
- Первые на Луне — приз Гильдии киноведов и кинокритиков России
- Жмурки — специальное упоминание — Дмитрий Дюжев
- Требуется няня — специальное упоминание — Ира Шипова
- Удалённый доступ — приз имени Микаэла Таривердиева за лучшую музыку к фильму — Андрей Сигле
- Куктау — приз гильдии кинопродюсеров России «Лучший продюсерский проект» — Светлана Бухарева
- Приз за лучшую женскую роль — не присуждён.

«Короткий метр»
- Двое — Главный Приз
- 15-бис — диплом «За убедительный показ победы искусства над повседневностью»
- Подсобное хозяйство — диплом «За создание зрительского фильма с выраженной авторской позицией»

## 2006
- Главный приз — «Изображая жертву», реж. Кирилл Серебренников
- Приз за лучшую режиссуру — Борис Хлебников, «Свободное плавание»
- Приз за лучший дебют — «Связь», реж. Авдотья Смирнова
- Приз за лучшую женскую роль — Рената Литвинова, «Мне не больно»
- Приз за лучшую мужскую роль — Александр Яценко, «Мне не больно»
- Приз имени Григория Горина за лучший сценарий — Игорь Порублев, Александр Велединский, «Живой»
- Приз имени Микаэла Таривердиева за лучшую музыку к фильму — Андрей Сигле, «Гадкие лебеди»
- Специальный диплом жюри фестиваля — «Эйфория», реж. Иван Вырыпаев
- Приз конкурса «Кинотавр. Короткий метр» — «Девочки», реж. Валерия Гай Германика
- Приз Гильдии киноведов и кинокритиков России — «Живой», реж. Александр Велединский
- Приз Гильдии киноведов и кинокритиков России — «Изображая жертву», реж. Кирилл Серебренников

## 2007
- Главный приз — «Простые вещи», реж. Алексей Попогребский
- Приз за лучшую режиссуру — Александр Попогребский, «Простые вещи»
- Приз за лучший дебют — «Кремень», реж. Алексей Мизгирёв
- Приз за лучшую женскую роль — Мария Шалаева, «Русалка»
- Приз за лучшую мужскую роль — Сергей Пускепалис, «Простые вещи»
- Приз имени Г.Горина за лучший сценарий — Алексей Мизгирёв, Юрий Клавдиев, «Кремень»
- Приз имени М.Таривердиева за лучшую музыку к фильму — Антон Силаев, «Яр»
- Приз конкурса «Кинотавр. Короткий метр» — «Коза», реж. Игорь Волошин

- Приз «За вклад в сохранение российского кинонаследия» — Наум Клейман
- Приз «За многолетнее продвижение российского кинематографа и верность ему» вручён — Марко Мюллеру
- Диплом «За неоценимый вклад в отечественное киноискусство» вручён — Леониду Броневому

## 2008
- Главный приз — «Шультес», реж. Бакур Бакурадзе
- Приз за лучшую режиссуру — Александр Прошкин, «Живи и помни»
- Приз за лучший дебют — «Нирвана», реж. Игорь Волошин
- Приз за лучшую женскую роль — Ксения Раппопорт, «Юрьев день»
- Приз за лучшую мужскую роль — Джетро Скиннер, «Плюс один»
- Приз за лучшую операторскую работу — Илья Демин, «Новая земля»
- Приз имени Г.Горина за лучший сценарий — Пётр Луцик, Алексей Саморядов, «Дикое поле»
- Приз имени М.Таривердиева за лучшую музыку к фильму — Алексей Айги, «Дикое поле»
- Специальный диплом жюри фестиваля — «Новая земля», реж. Александр Мельник
- Приз конкурса «Кинотавр. Короткий метр» — «PAL/SECAM», реж. Дмитрий Поволоцкий
- Приз гильдии киноведов и кинокритиков РФ «Белый слон» — «Дикое поле», реж. Михаил Калатозишвили
- Приз «За выдающийся художественный вклад в развитие российского кинематографического искусства» — Алексею Герману
- Приз «За выдающийся вклад в развитие российского киноискусства и кинонауки» вручён — Армену Медведеву

## 2009
- Главный приз — «Волчок», реж. Василий Сигарев
- Приз за лучшую режиссуру — Иван Вырыпаев, «Кислород»
- Приз за лучшую женскую роль — Яна Троянова, «Волчок»
- Приз за лучшую мужскую роль — Борис Каморзин, «Сказка про темноту»
- Приз за лучшую операторскую работу — Дмитрий Яшонков, «Я»
- Приз имени Г.Горина за лучший сценарий — Василий Сигарев, «Волчок»
- Приз имени М.Таривердиева за лучшую музыку к фильму — Андрей Самсонов, Айдар Гайнуллин, Сергей Ефремченко, Виталий Лапин, Олег Костров, Александр Лушин, «Кислород»
- Специальный диплом жюри фестиваля — «Бубен, барабан», реж. Алексей Мизгирёв
- Приз конкурса «Кинотавр. Короткий метр» — «Начальник», реж. Юрий Быков
- Приз гильдии киноведов и кинокритиков РФ «Белый слон» — «Волчок», реж. Василий Сигарев
- Приз гильдии киноведов и кинокритиков РФ «Белый слон» — «Кислород», реж. Иван Вырыпаев
- Приз «За выдающийся вклад в российскую киноиндустрию» вручён отцу-основателю «Кинотавра» — Марку Рудинштейну
- Приз «За выдающийся вклад в российский кинематограф» посмертно вручён многолетнему президенту «Кинотавра» — Олегу Янковскому

## 2010
- Главный приз — «Перемирие», реж. Светлана Проскурина
- Приз за лучшую режиссуру — Сергей Лозница, «Счастье моё»
- Приз за лучший дебют — «Пропавший без вести», реж. Анна Фенченко
- Приз за лучшую женскую роль — Мария Звонарёва, «Человек у окна»
- Приз за лучшую мужскую роль — Иван Добронравов, «Перемирие»
- Приз за лучшую операторскую работу — Роман Васьянов, «Явление природы»
- Приз имени Г.Горина за лучший сценарий — Ануш Варданян, Андрей Стемпковский, Гиви Шавгулидзе, «Обратное движение»
- Приз имени М.Таривердиева за лучшую музыку к фильму — Анна Музыченко, «Другое небо»
- Приз конкурса «Кинотавр. Короткий метр» — «Расход», реж. Николай Соколов
- Приз гильдии киноведов и кинокритиков РФ «Белый слон» — «Счастье моё», реж. Сергей Лозница
- Специальное упоминание гильдии киноведов и кинокритиков РФ «Белый слон» — «Обратное движение», реж. Андрей Стемповский
- Диплом гильдии киноведов и кинокритиков РФ «Белый слон» — «Другое небо», реж. Дмитрий Мамулия
- Приз гильдии киноведов и кинокритиков РФ «Белый слон» («Кинотавр. Короткий метр») — «Бинго», реж. Тимур Исмаилов
- Специальное упоминание гильдии киноведов и кинокритиков РФ «Белый слон» («Кинотавр. Короткий метр») — «Это кажется, что прошло, а на самом деле, может, и не прошло», реж. Максим Зыков
- Диплом гильдии киноведов и кинокритиков РФ «Белый слон» («Кинотавр. Короткий метр») — «Последний день Булкина И. С.», реж. Алексей Андрианов
- Приз «За художественный вклад в отечественный кинематограф» вручён Глебу Панфилову
- Приз «В память о бесценном вкладе в отечественную культуру» посмертно вручён Владимиру Мотылю

## 2011
Приз «За Честь и Достоинство»
вручён Андрею Сергеевичу Смирнову
«Основной конкурс»
- Безразличие — главный приз
- Охотник — лучшая режиссура (Бакур Бакурадзе)
- Охотник — приз Гильдии киноведов и кинокритиков РФ «Белый слон»
- Охотник — лучшая женская роль (Татьяна Шаповалова)
- Упражнения в прекрасном — лучшая мужская роль (Константин Юшкевич)
- Упражнения в прекрасном — приз имени Григория Горина «За лучший сценарий»
- Бабло — лучший дебют
- Портрет в сумерках — лучшая операторская работа (Ибен Булл)
- Мой папа Барышников — приз имени Микаэла Таривердиева за лучшую музыку к фильму — Александру Маноцкову
- Огни притона — специальный диплом жюри «За сочетание красоты и таланта» — Оксане Фандере
- Родина или смерть — диплом Гильдии киноведов и кинокритиков

«Короткий метр»
- Мир крепежа — главный приз
- Мир крепежа — специальный приз Future Shorts Russia «За великолепный сценарий, органичную игру актёров и точную режиссуру»
- Незначительные подробности случайного эпизода — диплом «За неслучайные подробности значительного эпизода»
- Незначительные подробности случайного эпизода — приз жюри Гильдии киноведов и кинокритиков СК России «Слон»
- No problem — диплом «За зрелую молодость»
- Дотянуться до мамы — специальное упоминание «За память детства»
- Кросс — специальное упоминание «За мальчика, который бежит»
- Адронный коллайдер — спецприз от сайта kinopoisk.ru «За самый многообещающий трейлер»

## 2012
Приз «За Честь и Достоинство»
вручён Карену Георгиевичу Шахназарову — «За вклад в российский кинематограф и киноиндустрию режиссёру, который не дает нам забыть, что кино — это великая иллюзия»
«Основной конкурс»
- Главный приз — «Я буду рядом», режиссёр Павел Руминов
- Приз за лучшую режиссуру — Василий Сигарев, фильм «Жить»
- Приз за лучший дебют — фильм «Дочь», режиссёр Александр Касаткин и Наталья Назарова
- Приз за лучшую женскую роль — Анна Михалкова и Яна Троянова, фильм «Кококо»
- Приз за лучшую мужскую роль — Азамат Нигманов, фильм «Конвой»
- Приз за лучшую операторскую работу — Алишер Хамидходжаев, фильм «Жить»
- Приз имени Григория Горина «За лучший сценарий» — Михаил Сегал, фильм «Рассказы»
- Приз имени Микаэла Таривердиева «За лучшую музыку к фильму» — Михаил Манусов, фильм «Конвой»
- Приз конкурса «Кинотавр. Короткий метр» — «Ноги-атавизм», режиссёр Михаил Местецкий
- Специальный диплом жюри «За невыносимую легкость бытия» — Виктория Шевцова, «Я тебя не люблю»
- Диплом Гильдии киноведов и кинокритиков — «Рассказы», режиссёр Михаил Сегал
- Приз Гильдии киноведов и кинокритиков — «Жить» (режиссёр Василий Сигарев)

## 2013
- Приз «За вклад в кинематограф»[1] — с формулировкой «Выдающемуся кинорежиссёру, строгому воспитателю, озорному выдумщику»[2] — Александру Митте.

- Главный приз — «Географ глобус пропил», режиссёр Александр Велединский
- Приз за лучшую режиссуру — Виталий Манский, фильм «Труба»
- Приз за лучший дебют — фильм «Интимные места», режиссёр Наталья Меркулова, Алексей Чупов
- Приз за лучшую женскую роль — Юлия Ауг, фильм «Интимные места»
- Приз за лучшую мужскую роль — Константин Хабенский, фильм «Географ глобус пропил»
- Приз за лучшую операторскую работу — Шандор Беркеши, фильм «Небесные жёны луговых мари»
- Приз имени Григория Горина «За лучший сценарий» — Денис Осокин, фильм «Небесные жёны луговых мари»
- Приз имени Микаэла Таривердиева «За лучшую музыку к фильму» — Алексей Зубарев, фильм «Географ глобус пропил»
- Приз конкурса «Кинотавр. Короткий метр» — «F5», режиссёр Тимофей Жалнин
- Специальный диплом жюри «За энергию и обаяние» — мужскому актёрскому ансамблю фильма «Жажда», режиссёр Дмитрий Тюрин
- Дипломы Гильдии киноведов и кинокритиков — «Интимные места», режиссёр Наташа Меркулова, Алексей Чупов и «Небесные жёны луговых мари», режиссёр Алексей Федорченко

## 2014
- Приз «За вклад в кинематограф»[3] — с формулировкой «За художественный язык, оказавший влияние на мировой кинематограф, и бескомпромиссную гражданскую позицию» — Александру Николаевичу Сокурову.
- Главный приз — «Испытание», реж. Александр Котт
- Приз за лучшую режиссуру — «Звезда», реж. Анна Меликян
- Приз за лучший дебют — фильм «Класс коррекции», реж. Иван И. Твердовский
- Приз за лучшую женскую роль — Северия Янушаускайте, фильм «Звезда»
- Приз за лучшую мужскую роль — Алексей Филимонов («Еще один год», реж. Оксана Бычкова)
- Приз за лучшую операторскую работу — Леван Капанадзе, «Испытание»
- Приз имени Григория Горина «За лучший сценарий» — Юрий Быков, фильм «Дурак»
- Приз имени Микаэла Таривердиева «За лучшую музыку к фильму» — «До свидания мама», реж. Светлана Проскурина («За музыкальное решение в фильме»)
- Приз конкурса «Кинотавр. Короткий метр» — «Нечаянно», реж. Жора Крыжовников
- Диплом жюри «за легкое дыхание и художественную целостность» — «Как меня зовут», реж. Нигина Сайфуллаева
- Приз Гильдии киноведов и кинокритиков «Слон» — «Испытание», режиссёр Александр Котт
- Диплом Гильдии киноведов и кинокритиков — «Дурак», реж. Юрий Быков — («За бескомпромиссность художественного высказывания»)
- Приз жюри кинопрокатчиков — фильм «Класс коррекции», реж. Иван И. Твердовский

## 2015
- Приз «За художественную и гражданскую бескомпромиссность» — Вадим Абдрашитов.
- Главный приз — «Про любовь», реж. Анна Меликян
- Приз за лучшую режиссуру — Алексей Федорченко, «Ангелы революции»
- Приз за лучший дебют — фильм «Чайки», реж. Элла Манжеева
- Приз за лучшую женскую роль — Полина Гришина, фильм «Спасение»
- Приз за лучшую мужскую роль — Василий Буткевич, Александр Паль, Павел Чинарёв, Иван Янковский, фильм «Тряпичный союз»
- Приз за лучшую операторскую работу — Андрей Найдёнов, «Находка»
- Приз имени Григория Горина «За лучший сценарий» — Василий Сигарев, Андрей Ильенков, фильм «Страна ОЗ»
- Приз имени Микаэла Таривердиева «За лучшую музыку к фильму» — «Синдром Петрушки», реж. Елена Хазанова
- Специальный диплом жюри «За талантливый и искренний взгляд на поколение ВКонтакте, познающее вечные ценности любви» — «14+», реж. Андрей Зайцев
- Приз жюри кинопрокатчиков — «Про любовь», реж. Анна Меликян
- Приз Гильдии киноведов и кинокритиков «Слон» — «Страна ОЗ», реж. Василий Сигарев и «Ангелы революции», реж. Алексей Федорченко
- Диплом Гильдии киноведов и кинокритиков — «Пионеры-герои», реж. Наталья Кудряшова
- Приз конкурса «Кинотавр. Короткий метр» — «Настя», реж. Кирилл Плетнёв

## 2016
- Приз «За вклад в российский и международный кинематограф» — Сергей Бодров
- Главный приз — «Хороший мальчик», реж. Оксана Карас
- Приз за лучшую режиссуру — Кирилл Серебренников, «Ученик»
- Приз за лучший дебют — фильм «Чужая работа», реж. Денис Шабаев
- Приз за лучшую женскую роль — Наталья Павленкова, фильм «Зоология»
- Приз за лучшую мужскую роль — Константин Хабенский, фильм «Коллектор»
- Приз за лучшую операторскую работу — Денис Фирстов, «Коллектор»
- Приз имени Григория Горина «За лучший сценарий» — Константин Челидзе, фильм «Огни большой деревни»
- Приз имени Микаэла Таривердиева «За лучшую музыку к фильму» («За точность и правильность интонаций») — Джорджио Джампа, Игорь Вдовин, «Разбуди меня», реж. реж. Гийом Проценко
- Специальный диплом жюри («За лучшее кино о кино») — «Огни большой деревни», реж. Илья Учитель
- Приз Гильдии киноведов и кинокритиков «Слон» — «Зоология», реж. Иван И. Твердовский
- Диплом Гильдии киноведов и кинокритиков (За создание документального киноромана «Отверженные») — «Чужая работа», реж. Денис Шабаев
- Приз конкурса «Кинотавр. Короткий метр» — «Кредит», реж. Вадим Валиуллин

## 2017
- Приз «За честь, достоинство и преданность кинематографу» — Павел Чухрай
- Главный приз — «Аритмия», реж. Борис Хлебников
- Приз за лучшую режиссуру — «Заложники», реж. Резо Гигинеишвили
- Приз за лучший дебют — «Теснота», реж. Кантемир Балагов
- Приз за лучшую женскую роль — Инга Оболдина («ЖГИ!», реж. Кирилл Плетнёв)
- Приз за лучшую мужскую роль — Александр Яценко («Аритмия», реж. Борис Хлебников)
- Приз за лучшую операторскую работу — Владислав Опельянц («Заложники», реж. Резо Гигинеишвили)
- Приз имени Григория Горина «За лучший сценарий» — Виталий Суслин, Иван Лашин («Голова. Два уха», реж. Виталий Суслин)
- Приз имени Микаэла Таривердиева «За лучшую музыку к фильму» («За музыкальное решение фильма») — «Турецкое седло», реж. Юсуп Разыков
- Специальный диплом жюри («За новый уровень жанрового кино») — «Блокбастер», реж. Роман Волобуев
- Приз Гильдии киноведов и кинокритиков — «Теснота», реж. Кантемир Балагов,
- Диплом Гильдии киноведов и кинокритиков — «Турецкое седло», реж. Юсуп Разыков, «Голова. Два уха», реж. Виталий Суслин
- Приз конкурса «Кинотавр. Короткий метр» — «Лалай-Балалай», реж. Руслан Братов

## 2018
- Приз «За трепетность таланта и чарующую женственность» — Ирине Константиновне Скобцевой
- Главный приз — «Сердце мира», реж. Наталия Мещанинова
- Приз за лучшую режиссуру — «Русский Бес», реж. Григорий Константинопольский
- Приз за лучшую женскую роль — Анна Слю («Подбросы», реж. Иван И. Твердовский)
- Приз за лучшую мужскую роль — Степан Девонин («Сердце мира», реж. Наталия Мещанинова)
- Приз за лучшую операторскую работу — Денис Аларкон-Рамирес («Подбросы», реж. Иван И. Твердовский)
- Приз имени Григория Горина «За лучший сценарий» — Авдотья Смирнова, Анна Пармас и Павел Басинский («История одного назначения», реж. Авдотья Смирнова)
- Приз имени Микаэла Таривердиева «За лучшую музыку к фильму» («За музыкальное решение фильма») — Леонид Десятников и Алексей Сергунин («Ван Гоги», реж. Сергей Ливнев)
- Специальный диплом жюри ("За создание пронзительного образа войны глазами ребёнка в фильме Алексея Федорченко «Война Анны») — Марта Козлова
- Приз Гильдии киноведов и кинокритиков им. Д. Дондурея — «Сердце мира», реж. Наталия Мещанинова
- Призы конкурса «Кинотавр. Дебют» — «Кислота», реж. Александр Горчилин и «Глубокие реки», реж. Владимир Битоков
- Приз конкурса «Кинотавр. Короткий метр» — «Календарь», реж. Игорь Поплаухин
- Дипломы Гильдии киноведов и кинокритиков — «Новая Москва», реж. Тамара Дондурей, «Щесть два восемь», реж. Анна Кузнецова, «Рыбный день», реж. Дмитрий Корсаков

## 2019
- Приз за вклад в кинематограф с формулировкой «За свободу духа и твердость убеждений» — Сергей Соловьёв
- Главный приз — «Бык», реж. Борис Акопов
- Приз за лучшую режиссуру — «Большая поэзия», реж. Александр Лунгин
- Приз за лучшую женскую роль — Виктория Толстоганова («Выше неба», реж. Оксана Карас)
- Приз имени Олега Янковского за лучшую мужскую роль — Александр Кузнецов («Большая поэзия», реж. Александр Лунгин)
- Приз за лучшую операторскую работу — Глеб Филатов («Бык», реж. Борис Акопов)
- Приз имени Григория Горина «За лучший сценарий» — Анна Пармас, Мария Шульгина, Елизавета Тихонова («Давай разведемся», реж. Анна Пармас)
- Приз имени Микаэла Таривердиева «За лучшую музыку к фильму» («За музыкальное решение фильма») — Игорь Вдовин («Мысленный Волк», реж. Валерия Гай Германика)
- Специальный диплом жюри («За веру актёров в режиссёра») — «Верность», реж. Нигина Сайфуллаева
- Приз Гильдии киноведов и кинокритиков им. Д. Дондурея — «Керосин», реж. Юсуп Разыков
- Призы конкурса «Кинотавр. Дебют» — «Давай разведемся», реж. Анна Пармас
- Диплом Гильдии киноведов и кинокритиков — «Мальчик русский», реж. Александр Золотухин
- Приз конкурса «Кинотавр. Короткий метр» — «Топливо», реж. Михаил Архипов